# A magyar női labdarúgó-válogatott 2013. március 8-i mérkőzése
Előző mérkőzés - Következő mérkőzés
A magyar női labdarúgó-válogatott második csoportmérkőzése az Algarve-kupán Portugália ellen, 2013. március 8-án, amely 2–0-s magyar győzelemmel zárult.

## Keretek
| Portugália | Portugália | Portugália | Portugália |
| Név        | Kor        | Vál./Gól   | Klub       |
| ---------- | ---------- | ---------- | ---------- |

| Magyarország      | Magyarország | Magyarország | Magyarország       |
| Név               | Kor          | Vál./Gól     | Klub               |
| ----------------- | ------------ | ------------ | ------------------ |
| Szőcs Réka        | 23 éves      | 35 / 0       | MTK Hungária       |
| Németh Júlia      | 21 éves      | 1 / 0        | Ferencvárosi TC    |
| Kovács Klaudia    | 22 éves      | 4 / 0        | Astra Hungary FC   |
| Szeitl Szilvia    | 25 éves      | 39 / 0       | 1. FC Femina       |
| Gál Tímea         | 28 éves      | 45 / 0       | MTK Hungária       |
| Tálosi Szabina    | 24 éves      | 35 / 3       | FC Südburgenland   |
| Demeter Réka      | 21 éves      | 21 / 0       | MTK Hungária       |
| Tóth II Alexandra | 22 éves      | 27 / 0       | Viktória FC        |
| Tóth I Alexandra  | 22 éves      | 18 / 0       | Thróttur Reykjavík |
| Vesszős Mercédesz | 21 éves      | 1 / 0        | MTK Hungária       |
| Jakabfi Zsanett   | 23 éves      | 17 / 10      | VfL Wolfsburg      |
| Szarvas Alexandra | 20 éves      | 6 / 0        | VfL Sindelfingen   |
| Csiszár Henrietta | 18 éves      | 11 / 1       | MTK Hungária       |
| Szabó Boglárka    | 20 éves      | 16 / 0       | Astra Hungary FC   |
| Smuczer Angéla    | 31 éves      | 76 / 1       | MTK Hungária       |
| Tóth Gabriella    | 26 éves      | 39 / 2       | Lokomotive Leipzig |
| Sipos Lilla       | 20 éves      | 23 / 5       | Viktória FC        |
| Pádár Anita       | 33 éves      | 100 / 32     | MTK Hungária       |
| Vágó Fanny        | 21 éves      | 41 / 21      | MTK Hungária       |
| Szuh Erika        | 23 éves      | 21 / 1       | Lokomotive Leipzig |
| Kaján Zsanett     | 15 éves      | 1 / 0        | Ferencvárosi TC    |

 megjegyzés: Az adatok a mérkőzés napjának megfelelőek!

## Az összeállítások
| 2013. március 8. |

| Portugália | 0 – 2   | Magyarország              |
| ---------- | ------- | ------------------------- |
|            | (0 – 1) | Vágó 27' 90+1' (11-esből) |

| Vila Real de Santo António Játékvezető: Pernilla Larsson (SWE) |

| Portugália | Magyarország |

| PORTUGÁLIA:          |  |
|                      |  |
| Szövetségi kapitány: |  |
| António Violante     |  |

| MAGYARORSZÁG:        |    |                   |             |
|                      |    |                   |             |
| K                    | 1  | Szőcs Réka        |             |
| V                    | 9  | Szeitl Szilvia    | 88'         |
| V                    | 18 | Tálosi Szabina    |             |
| V                    | 21 | Vesszős Mercédesz |             |
| V                    | 17 | Demeter Réka      | 75'         |
| KP                   | 3  | Csiszár Henrietta | 83'         |
| KP                   | 6  | Smuczer Angéla    | 85'         |
| KP                   | 23 | Szuh Erika        | a szünetben |
| CS                   | 13 | Jakabfi Zsanett   |             |
| CS                   | 10 | Vágó Fanny        |             |
| CS                   | 11 | Kaján Zsanett     | 68'         |
| Cserék:              |    |                   |             |
| K                    | 12 | Kovács Klaudia    |             |
| V                    | 5  | Gál Tímea         | 75'         |
| V                    | 19 | Tóth I Alexandra  | 85'         |
| KP                   | 16 | Szabó Boglárka    | 68'         |
| KP                   | 8  | Pádár Anita       | a szünetben |
| CS                   | 20 | Sipos Lilla       | 88'         |
| CS                   | 14 | Szarvas Alexandra | 83'         |
| Szövetségi kapitány: |    |                   |             |
| Vágó Attila          |    |                   |             |

## A mérkőzés
Már a szerdai meccsben is benne volt a győzelem, most viszont már nemcsak játékban, de eredményességben is felülmúltuk riválisunkat. A mai napon csak egy csapat volt a pályán, és az a magyar válogatott volt. Büszke vagyok a lányokra, mert esélyt sem adtak a portugáloknak, ha az első félidei lehetőségeinket értékesítjük, nagy különbségű győzelem lehetett volna a vége. Mindenki kitűnő teljesítmény nyújtott, az egész csapaté az érdem, de ki kell emelnem Vágó és Jakabfi játékát, ők nemzetközi szinten is kiemelkedő produkciót mutattak be. Ez a mérkőzés azt mutatta, hogy a magyar női labdarúgás elérheti a kitűzött céljait, ehhez három dolog szükségeltetik: munka, munka és munka.

## Örökmérleg a mérkőzés után
| Magyarország | :         | Portugália |
| ------------ | --------- | ---------- |
| 1            | Győzelem  | 1          |
| 0            | Döntetlen | 0          |
| 2            | Gólok     | 4          |
| 3/6          | Pontok    | 3/6        |
| 50           | %         | 50         |